# Cornélie Huygens

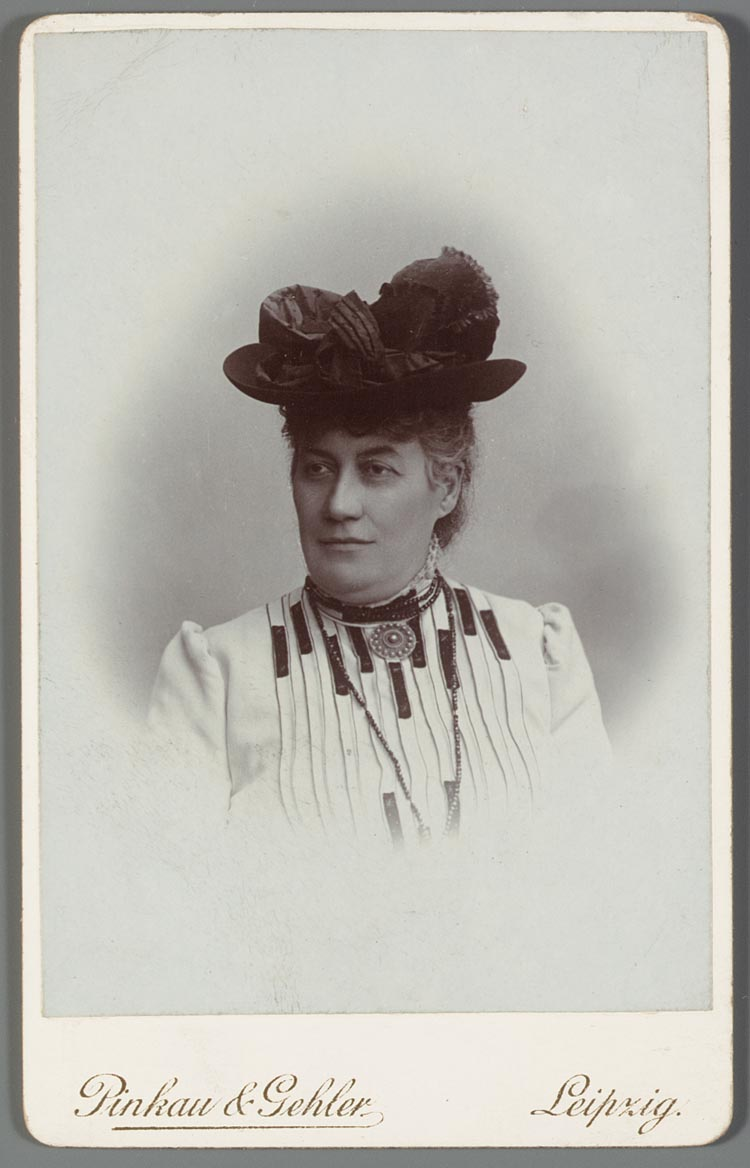
Cornelie Huygens

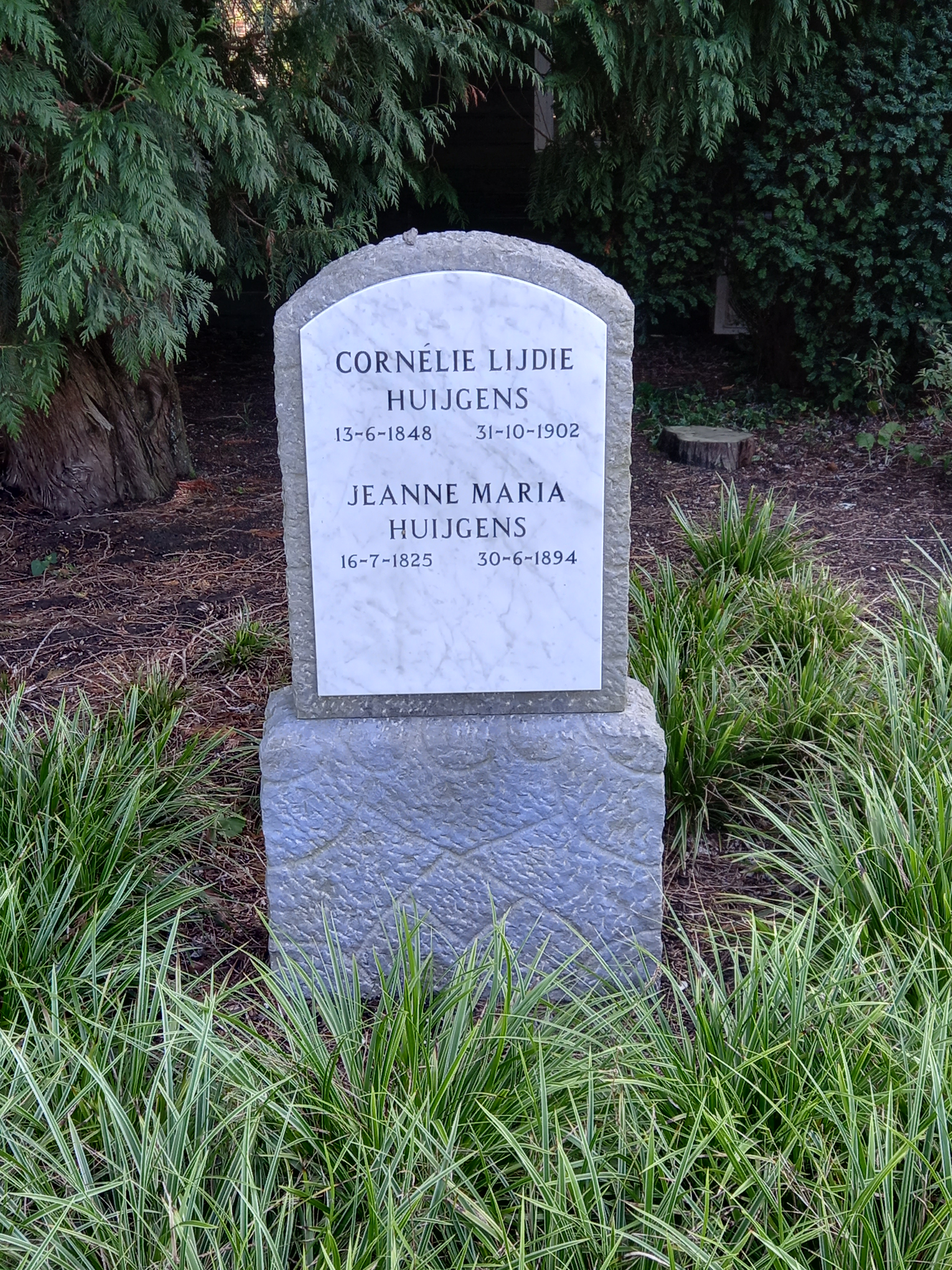
Das Grab von Cornélie Huygens und ihrer Tante Jeanne Marie Huygens auf dem Neuen Ostfriedhof in Amsterdam

Cornélie Lydie Huygens (* 13. Juni 1848 in Haarlemmerliede; † 31. Oktober 1902 in Amsterdam) war eine niederländische Frauenrechtlerin, Autorin und Sozialdemokratin.

## Biographie
Cornélie Huygens war die Tochter des Unternehmers Gerard Willem Otto Huygens (1822–?) und von dessen Frau Cornelia Adelaïde Henriette Elias (1824–1848), die adliger Abstammung war. Die Mutter starb vier Wochen nach der Geburt, und das Kind kam in die Obhut ihrer unverheirateten Tante Jeanne Marie Huygens, einer jüngeren Schwester des Vaters. Diese gehörte zum Freundeskreis der freigeistigen feministischen Schauspielerin Mina Kruseman, und so kam das Mädchen mit feministischen Ideen in Kontakt.
Zunächst hegte Cornélie Huygens den Wunsch, Sängerin zu werden, und Kruseman unterstützte sie. Nach anderthalb Jahren Gesangsunterricht sah Huygens ein, dass ihr Sangestalent nicht ausreichend war. Kruseman machte sie mit dem Werk ihres Freundes und Schriftstellers Multatuli bekannt und regte sie an, feministische Zeitungsartikel zu verfassen. Sie sorgte auch dafür, dass Huygens erster Roman Hélène van Bentinck publiziert wurde. Es folgten acht weitere Liebesromane, die in höheren Kreisen spielten, der unverheirateten Huygens finanzielle Unabhängigkeit sicherten und über die Literaturkritiker vernichtende Urteile fällten. Darüber hinaus verfasste sie in den folgenden Jahren Kurzgeschichten, Essays und Übersetzungen. In ihren Büchern drückte Huygens ihre Ablehnung von bürgerlichen Frauen aus, die erzogen wurden, um wohlhabend zu heiraten. Vielmehr sollten diese die „Ärmel hochkrempeln“ und durch Studium und Arbeit beweisen, dass sie Männern gegenüber nicht minderwertig seien. Sie selbst propagierte die freie Liebe ohne Ehe.
Schon 1892 hatte Cornélie Huygens sich im Rahmen eines Amsterdamer Damen-Komitees zum Schutz der Verkäuferinnen für Ladenschließungen um 21 Uhr eingesetzt. Im Algemeen Handelsblad forderte sie langfristig Ladenschlusszeiten um 20 Uhr. Im Jahr darauf engagierte sie sich für sozialistische Arbeiter, die aus politischen Gründen inhaftiert worden waren. 1896 war sie eine der ersten Frauen, die Mitglieder der neu gegründeten Sociaal-Democratische Arbeiderspartij (SDAP) wurden. Regelmäßig geriet sie in Konflikte mit den Führern der sozialistischen Bewegung und den Kämpfern für das Frauenwahlrecht, die sich ihrer Meinung nach nicht ausreichend für die Interessen der Arbeiter einsetzten. Sie versuchte, beide Bewegungen miteinander zu verbinden, wie aus ihrer Rede vor der Vrije VrouwenVereniging (VVV) mit dem Titel  Een woord aan de Nederlandsche vrouwen (1896) hervorging. Sie arbeitete 1898 bei der Nationale Tentoonstelling van Vrouwenarbeid in Den Haag mit, organisierte einen Kongress für weibliche Dienstboten und beteiligte sich an der Gründung des Dienstbotenbundes Allen vor Elkaar.
Cornélie Huygens beschäftigte sich auch mit dem Marxismus. Diese Theorie sei für sie kein Dogma, sondern eine Methode des Denkens und Forschens, die auf zahllose Phänomene in Geschichte und Gesellschaft angewendet werden könne. Frauen aus ihren eigenen gesellschaftlichen Kreisen verübelten ihr ihr Engagement; so zogen sich manche von ihnen aus der Bewegung Allen vor Elkaar wieder zurück, weil sie dort nicht mit Frauen aus unteren Schichten zusammen sein wollten. Von Teilen der Arbeiterbewegung hingegen wurde sie als „Salonsozialistin“ belächelt und wegen der adligen Abstammung ihrer Mutter mit dem Beinamen rode freule (rotes Freifräulein) bedacht. Zu dieser Einschätzung trug bei, dass sie ihre Vorträge in Kleidern aus „Seide und Spitzen“ und einer „Wolke von Parfüm“ hielt, und auf ihrer Visitenkarte war ein goldenes Krönchen aufgedruckt.
1897 veröffentlichte Cornélie Huygens ihren Roman Barthold Meryan, einen Schlüsselroman über die niederländische sozialistische Bewegung, in dem die Figuren die verschiedenen politischen Positionen vertraten. Dieser Roman war ein Erfolg und hatte in kurzer Zeit drei Auflagen. 1901 wurde das Buch von Ignazius Bahlmann ins Deutsche übersetzt, wodurch Huygens auch in Deutschland bekannt wurde. Bahlmann war ein wohlhabender deutscher Unternehmer, der die sozialistische Bewegung finanziell unterstützte und als Kontaktperson zwischen der deutschen und der niederländischen Bewegung fungierte.
Zwei Jahre später überraschte die inzwischen 54-jährige Cornélie Huygens „Freund und Feind“ damit, dass sie Ignazius Bahlmann heiratete. Dieser hatte sich wegen Huygens von seiner Frau, mit der er vier Kinder hatte, scheiden lassen. Bahlmanns Frau weigerte sich längere Zeit, in die Scheidung einzuwilligen, und Huygens wäre bereit gewesen, mit Bahlmann unverheiratet zusammenzuleben. Huygens schrieb an einen Parteifreund: „Dat een man zo’n diep en rijk zieleleven kan hebben, wist ik tot dusverre niet. Nog minder kon ik denken dat zo’n geluk als ik thans leer kennen nog op mijn leeftijd voor mij weggelegd was.“ („Dass ein Mann ein so tiefes und reiches Seelenleben haben kann, wusste ich bisher nicht. Noch weniger konnte ich denken, dass ein solches Glück, wie ich es jetzt kenne, in meinem Alter noch für mich vorbehalten war.“)
Die Eheschließung zwischen Cornélie Huygens und Ignazius Bahlmann fand am 2. Oktober 1902 in Amsterdam statt. Knapp vier Wochen später beging Huygens Selbstmord, indem sie sich in dem Teich im Vondelpark ertränkte, der gegenüber ihrer Wohnung lag. Sie hinterließ einen Abschiedsbrief: „Mein Ignaz, ohne jeden Hass scheide ich aus dem Leben. Auf Wiedersehen, Liebling, ich gehe in den Vondelpark.“ Die genauen Gründe für ihren Selbstmord blieben unbekannt. Es gab Vermutungen, dass sie erkannt habe, mit der Eheschließung gegen eigene Prinzipien verstoßen zu haben. Einen anderen Grund nannte Jacob Israël de Haan in einem Brief an Frederik van Eeden: Danach habe sich Cornélie Huygens aus Kummer darüber umgebracht, dass Bahlmann während der Zeit ihrer vierjährigen Beziehung weiterhin sexuelle Kontakte mit seiner ersten Frau gepflegt habe.

## Veröffentlichungen (Auswahl)
- Uit den strijd des levens. Amsterdam 1884
- Regina. Amsterdam 1884
- Ellen. Amsterdam 1889
- Een huwelijk. Amsterdam 1892
- Hoogenoord, 2 Bände. Amsterdam 1892
- Zomer. Amsterdam 1895
- Socialisme en „féminisme“. Amsterdam 1898
- Barthold Meryan. Amsterdam 1898
- Darwin-Marx. Bernstein als bestrijder van eene natuur-philosophische leer. Amsterdam 1901